# Saison 2017-2018 des Rockets de Houston
La saison 2017-2018 des Rockets de Houston est la 51e saison de la franchise en National Basketball Association (NBA) et la 47e saison dans la ville de Houston.

## Draft
Les Rockets de Houston entrent dans la draft 2017 de la NBA avec un choix au deuxième tour. 
| Tour | Choix | Joueur             | Poste | Nationalité | Provenance                 |
| ---- | ----- | ------------------ | ----- | ----------- | -------------------------- |
| 2    | 43    | Isaiah Hartenstein | PF/C  | Allemagne   | Žalgiris Kaunas (Lituanie) |

## Matchs

### Summer League
| Summer League Total: 2-3 |

| Match | Date match | Équipe    | Score        | Meilleur marqueur      | Meilleur rebondeur  | Meilleur passeur   | Lieux                | Série |
| ----- | ---------- | --------- | ------------ | ---------------------- | ------------------- | ------------------ | -------------------- | ----- |
| 1     | 7 juillet  | Denver    | V 102-99     | Troy Williams (22)     | Chris Johnson (8)   | Isaiah Taylor (10) | Cox Pavilion         | 1 - 0 |
| 2     | 8 juillet  | Cleveland | D 90-95 (OT) | Troy Williams (21)     | Johnson, Onuaku (8) | Isaiah Taylor (6)  | Cox Pavilion         | 1 - 1 |
| 3     | 10 juillet | Phoenix   | V 99-94      | Troy Williams (27)     | Chinanu Onuaku (10) | Isaiah Taylor (8)  | Thomas & Mack Center | 2 - 1 |
| 4     | 12 juillet | Denver    | D 81-87      | Johnson, Williams (20) | Chinanu Onuaku (7)  | Isaiah Taylor (7)  | Thomas & Mack Center | 2 - 2 |
| 5     | 14 juillet | Atlanta   | D 86-92      | L. J. Peak (19)        | Zhou Qi (8)         | Isaiah Taylor (6)  | Cox Pavilion         | 2 - 3 |

### Pré-saison
| Pré-saison Total: 4-1 (Domicile : 1-1 ; Extérieur : 3-0) |

| Match | Date match | Équipe          | Score    | Meilleur marqueur | Meilleur rebondeur       | Meilleur passeur  | Lieux                 | Série |
| ----- | ---------- | --------------- | -------- | ----------------- | ------------------------ | ----------------- | --------------------- | ----- |
| 1     | 3 octobre  | @ Oklahoma City | V 104-97 | Eric Gordon (21)  | Mbah a Moute, Tucker (7) | James Harden (10) | BOK Center            | 1 - 0 |
| 2     | 5 octobre  | Shanghai Sharks | V 144-82 | Trevor Ariza (18) | Clint Capela (11)        | Chris Paul (12)   | Toyota Center         | 2 - 0 |
| 3     | 9 octobre  | @ New York      | V 117-95 | James Harden (36) | Harden, Capela (9)       | James Harden (11) | Madison Square Garden | 3 - 0 |
| 4     | 11 octobre | @ Memphis       | V 101-89 | James Harden (18) | Capela, Tucker (9)       | James Harden (9)  | FedEx Forum           | 4 - 0 |
| 5     | 13 octobre | San Antonio     | D 97-106 | Eric Gordon (27)  | Clint Capela (12)        | James Harden (11) | Toyota Center         | 4 - 1 |

### Saison régulière
| Saison régulière Total: 65-17 (Domicile : 34-7 ; Extérieur : 31-10) |

| Match | Date match | Équipe         | Score     | Meilleur marqueur  | Meilleur rebondeur    | Meilleur passeur  | Lieux              | Série |
| ----- | ---------- | -------------- | --------- | ------------------ | --------------------- | ----------------- | ------------------ | ----- |
| 1     | 17 octobre | @ Golden State | V 122-121 | James Harden (27)  | Anderson, Paul (8)    | Chris Paul (11)   | Oracle Arena       | 1 - 0 |
| 2     | 18 octobre | @ Sacramento   | V 105-100 | James Harden (27)  | Clint Capela (17)     | James Harden (9)  | Golden 1 Center    | 2 - 0 |
| 3     | 21 octobre | Dallas         | V 107-91  | James Harden (29)  | Anderson, Capela (10) | James Harden (7)  | Toyota Center      | 3 - 0 |
| 4     | 23 octobre | Memphis        | D 90-98   | Eric Gordon (27)   | P. J. Tucker (8)      | James Harden (8)  | Toyota Center      | 3 - 1 |
| 5     | 25 octobre | @ Philadelphie | V 105-104 | Eric Gordon (29)   | Clint Capela (20)     | James Harden (13) | Wells Fargo Center | 4 - 1 |
| 6     | 27 octobre | @ Charlotte    | V 109-93  | James Harden (27)  | P. J. Tucker (13)     | James Harden (11) | Spectrum Center    | 5 - 1 |
| 7     | 28 octobre | @ Memphis      | D 89-103  | Ryan Anderson (22) | Clint Capela (12)     | James Harden (8)  | FedEx Forum        | 5 - 2 |
| 8     | 30 octobre | Philadelphie   | D 107-115 | James Harden (29)  | Clint Capela (15)     | James Harden (7)  | Toyota Center      | 5 - 3 |

| Match | Date match   | Équipe     | Score     | Meilleur marqueur | Meilleur rebondeur | Meilleur passeur  | Lieux                      | Série  |
| ----- | ------------ | ---------- | --------- | ----------------- | ------------------ | ----------------- | -------------------------- | ------ |
| 9     | 1er novembre | @ New York | V 119-97  | James Harden (31) | Clint Capela (13)  | James Harden (9)  | Madison Square Garden      | 6 - 3  |
| 10    | 3 novembre   | @ Atlanta  | V 119-104 | James Harden (29) | Ryan Anderson (8)  | James Harden (11) | Philips Arena              | 7 - 3  |
| 11    | 5 novembre   | Utah       | V 137-110 | James Harden (56) | P. J. Tucker (9)   | James Harden (13) | Toyota Center              | 8 - 3  |
| 12    | 9 novembre   | Cleveland  | V 117-113 | James Harden (35) | Clint Capela (13)  | James Harden (13) | Toyota Center              | 9 - 3  |
| 13    | 11 novembre  | Memphis    | V 111-96  | James Harden (38) | Clint Capela (14)  | James Harden (8)  | Toyota Center              | 10 - 3 |
| 14    | 12 novembre  | @ Indiana  | V 118-95  | James Harden (26) | Clint Capela (17)  | James Harden (15) | Bankers Life Fieldhouse    | 11 - 3 |
| 15    | 14 novembre  | Toronto    | D 113-129 | James Harden (38) | Clint Capela (11)  | James Harden (11) | Toyota Center              | 11 - 4 |
| 16    | 16 novembre  | @ Phoenix  | V 142-116 | James Harden (48) | Capela, Black (10) | Chris Paul (10)   | Talking Stick Resort Arena | 12 - 4 |
| 17    | 18 novembre  | @ Memphis  | V 105-83  | James Harden (29) | Clint Capela (13)  | James Harden (7)  | FedEx Forum                | 13 - 4 |
| 18    | 22 novembre  | Denver     | V 125-95  | Trevor Ariza (25) | P. J. Tucker (11)  | Chris Paul (12)   | Toyota Center              | 14 - 4 |
| 19    | 25 novembre  | New York   | V 117-102 | James Harden (37) | Clint Capela (15)  | Chris Paul (13)   | Toyota Center              | 15 - 4 |
| 20    | 27 novembre  | Brooklyn   | V 117-103 | James Harden (37) | James Harden (10)  | Chris Paul (14)   | Toyota Center              | 16 - 4 |
| 21    | 29 novembre  | Indiana    | V 118-97  | James Harden (29) | Clint Capela (13)  | James Harden (10) | Toyota Center              | 17 - 4 |

| Match | Date match  | Équipe           | Score           | Meilleur marqueur | Meilleur rebondeur    | Meilleur passeur  | Lieux                   | Série  |
| ----- | ----------- | ---------------- | --------------- | ----------------- | --------------------- | ----------------- | ----------------------- | ------ |
| 22    | 3 décembre  | @ L.A. Lakers    | V 118-95        | James Harden (36) | Clint Capela (13)     | James Harden (9)  | Staples Center          | 18 - 4 |
| 23    | 7 décembre  | @ Utah           | V 112-101       | James Harden (29) | Chris Paul (9)        | Chris Paul (13)   | Vivint Smart Home Arena | 19 - 4 |
| 24    | 9 décembre  | @ Portland       | V 124-117       | James Harden (48) | Clint Capela (10)     | Chris Paul (7)    | Moda Center             | 20 - 4 |
| 25    | 11 décembre | Nouvelle-Orléans | V 130-123       | Clint Capela (28) | Chris Paul (9)        | James Harden (17) | Toyota Center           | 21 - 4 |
| 26    | 13 décembre | Charlotte        | V 108-96        | Chris Paul (31)   | Clint Capela (11)     | Chris Paul (11)   | Toyota Center           | 22 - 4 |
| 27    | 15 décembre | San Antonio      | V 124-109       | Paul, Harden (28) | Anderson, Capela (10) | Chris Paul (8)    | Toyota Center           | 23 - 4 |
| 28    | 16 décembre | Milwaukee        | V 115-111       | James Harden (31) | P. J. Tucker (10)     | Chris Paul (6)    | Toyota Center           | 24 - 4 |
| 29    | 18 décembre | Utah             | V 120-99        | Eric Gordon (33)  | Clint Capela (20)     | Chris Paul (10)   | Toyota Center           | 25 - 4 |
| 30    | 20 décembre | L.A. Lakers      | D 116-122       | James Harden (51) | Trevor Ariza (11)     | James Harden (9)  | Toyota Center           | 25 - 5 |
| 31    | 22 décembre | L.A. Clippers    | D 118-128       | James Harden (51) | Anderson, Tucker (10) | James Harden (8)  | Toyota Center           | 25 - 6 |
| 32    | 25 décembre | @ Oklahoma City  | D 107-112       | James Harden (29) | Clint Capela (10)     | James Harden (14) | Chesapeake Energy Arena | 25 - 7 |
| 33    | 28 décembre | @ Boston         | D 98-99         | James Harden (34) | P. J. Tucker (9)      | James Harden (10) | TD Garden               | 25 - 8 |
| 34    | 29 décembre | @ Washington     | D 103-121       | James Harden (20) | Anderson, Black (12)  | Chris Paul (6)    | Capital One Arena       | 25 - 9 |
| 35    | 31 décembre | L.A. Lakers      | V 148-142 (2OT) | James Harden (40) | Tarik Black (9)       | James Harden (11) | Toyota Center           | 26 - 9 |

| Match | Date match | Équipe             | Score     | Meilleur marqueur | Meilleur rebondeur | Meilleur passeur  | Lieux                      | Série   |
| ----- | ---------- | ------------------ | --------- | ----------------- | ------------------ | ----------------- | -------------------------- | ------- |
| 36    | 3 janvier  | @ Orlando          | V 116-98  | Gerald Green (27) | Clint Capela (8)   | Chris Paul (13)   | Amway Center               | 27 - 9  |
| 37    | 4 janvier  | Golden State       | D 114-124 | Eric Gordon (30)  | Clint Capela (10)  | Chris Paul (9)    | Toyota Center              | 27 - 10 |
| 38    | 6 janvier  | @ Détroit          | D 101-108 | Chris Paul (16)   | Clint Capela (11)  | Chris Paul (13)   | Little Caesars Arena       | 27 - 11 |
| 39    | 8 janvier  | @ Chicago          | V 116-107 | Gordon, Paul (24) | Clint Capela (16)  | Gordon, Paul (9)  | United Center              | 28 - 11 |
| 40    | 10 janvier | Portland           | V 121-112 | Chris Paul (37)   | Clint Capela (9)   | Chris Paul (11)   | Toyota Center              | 29 - 11 |
| 41    | 12 janvier | @ Phoenix          | V 112-95  | Chris Paul (25)   | Clint Capela (16)  | Chris Paul (6)    | Talking Stick Resort Arena | 30 - 11 |
| 42    | 15 janvier | @ L.A. Clippers    | D 102-113 | Chris Paul (19)   | Capela, Tucker (7) | Chris Paul (7)    | Staples Center             | 30 - 12 |
| 43    | 18 janvier | Minnesota          | V 116-98  | Eric Gordon (30)  | P. J. Tucker (9)   | Chris Paul (9)    | Toyota Center              | 31 - 12 |
| 44    | 20 janvier | Golden State       | V 116-108 | Chris Paul (33)   | Ryan Anderson (13) | James Harden (8)  | Toyota Center              | 32 - 12 |
| 45    | 22 janvier | Miami              | V 99-90   | James Harden (28) | Clint Capela (8)   | Chris Paul (6)    | Toyota Center              | 33 - 12 |
| 46    | 24 janvier | @ Dallas           | V 104-97  | James Harden (25) | Clint Capela (13)  | James Harden (13) | American Airlines Center   | 34 - 12 |
| 47    | 26 janvier | @ Nouvelle-Orléans | D 113-115 | Chris Paul (38)   | Clint Capela (10)  | James Harden (11) | Smoothie King Center       | 34 - 13 |
| 48    | 28 janvier | Phoenix            | V 113-102 | James Harden (27) | Clint Capela (11)  | James Harden (8)  | Toyota Center              | 35 - 13 |
| 49    | 30 janvier | Orlando            | V 114-107 | James Harden (60) | Clint Capela (13)  | James Harden (11) | Toyota Center              | 36 - 13 |

| Match                  | Date match  | Équipe          | Score     | Meilleur marqueur | Meilleur rebondeur | Meilleur passeur  | Lieux                   | Série   |
| ---------------------- | ----------- | --------------- | --------- | ----------------- | ------------------ | ----------------- | ----------------------- | ------- |
| 50                     | 1er février | @ San Antonio   | V 102-91  | James Harden (28) | Clint Capela (13)  | James Harden (11) | AT&T Center             | 37 - 13 |
| 51                     | 3 février   | @ Cleveland     | V 120-88  | Chris Paul (22)   | P. J. Tucker (9)   | Chris Paul (11)   | Quicken Loans Arena     | 38 - 13 |
| 52                     | 6 février   | @ Brooklyn      | V 123-113 | James Harden (36) | Clint Capela (11)  | Harden, Paul (5)  | Barclays Center         | 39 - 13 |
| 53                     | 7 février   | @ Miami         | V 109-101 | James Harden (41) | Clint Capela (8)   | Chris Paul (7)    | American Airlines Arena | 40 - 13 |
| 54                     | 9 février   | Denver          | V 130-104 | James Harden (28) | Clint Capela (25)  | James Harden (11) | Toyota Center           | 41 - 13 |
| 55                     | 11 février  | Dallas          | V 104-97  | James Harden (27) | Clint Capela (11)  | Chris Paul (9)    | Toyota Center           | 42 - 13 |
| 56                     | 13 février  | @ Minnesota     | V 126-108 | James Harden (34) | Clint Capela (12)  | James Harden (13) | Target Center           | 43 - 13 |
| 57                     | 14 février  | Sacramento      | V 100-91  | James Harden (28) | Clint Capela (11)  | James Harden (9)  | Toyota Center           | 44 - 13 |
| NBA All-Star Game 2018 |             |                 |           |                   |                    |                   |                         |         |
| 58                     | 23 février  | Minnesota       | V 120-102 | James Harden (31) | Clint Capela (11)  | James Harden (9)  | Toyota Center           | 45 - 13 |
| 59                     | 25 février  | @ Denver        | V 119-114 | James Harden (41) | James Harden (8)   | James Harden (7)  | Pepsi Center            | 46 - 13 |
| 60                     | 26 février  | @ Utah          | V 96-85   | James Harden (26) | James Harden (11)  | Chris Paul (7)    | Vivint Smart Home Arena | 47 - 13 |
| 61                     | 28 février  | @ L.A. Clippers | V 105-92  | James Harden (25) | Clint Capela (14)  | Chris Paul (8)    | Staples Center          | 48 - 13 |

| Match | Date match | Équipe             | Score         | Meilleur marqueur | Meilleur rebondeur  | Meilleur passeur   | Lieux                     | Série   |
| ----- | ---------- | ------------------ | ------------- | ----------------- | ------------------- | ------------------ | ------------------------- | ------- |
| 62    | 3 mars     | Boston             | V 123-120     | Eric Gordon (29)  | Clint Capela (17)   | James Harden (10)  | Toyota Center             | 49 - 13 |
| 63    | 6 mars     | @ Oklahoma City    | V 122-112     | Chris Paul (25)   | P. J. Tucker (6)    | James Harden (11)  | Chesapeake Energy Arena   | 50 - 13 |
| 64    | 7 mars     | @ Milwaukee        | V 110-99      | James Harden (26) | Clint Capela (8)    | Chris Paul (11)    | BMO Harris Bradley Center | 51 - 13 |
| 65    | 9 mars     | @ Toronto          | D 105-108     | James Harden (40) | Clint Capela (13)   | James Harden (4)   | Air Canada Centre         | 51 - 14 |
| 66    | 11 mars    | @ Dallas           | V 105-82      | Eric Gordon (26)  | Tarik Black (9)     | Chris Paul (12)    | American Airlines Center  | 52 - 14 |
| 67    | 12 mars    | San Antonio        | V 109-93      | James Harden (28) | Capela, Green (9)   | Chris Paul (9)     | Toyota Center             | 53 - 14 |
| 68    | 15 mars    | L.A. Clippers      | V 101-96      | James Harden (24) | Clint Capela (12)   | James Harden (7)   | Toyota Center             | 54 - 14 |
| 69    | 17 mars    | @ Nouvelle-Orléans | V 107-101     | James Harden (32) | Capela, Harden (11) | James Harden (8)   | Smoothie King Center      | 55 - 14 |
| 70    | 18 mars    | @ Minnesota        | V 129-120     | James Harden (34) | Clint Capela (12)   | James Harden (12)  | Target Center             | 56 - 14 |
| 71    | 20 mars    | @ Portland         | V 115-111     | James Harden (42) | Chris Paul (8)      | James Harden (7)   | Moda Center               | 57 - 14 |
| 72    | 22 mars    | Détroit            | V 100-96 (OT) | Eric Gordon (22)  | Clint Capela (14)   | Gordon, Harden (5) | Toyota Center             | 58 - 14 |
| 73    | 24 mars    | Nouvelle-Orléans   | V 114-91      | James Harden (27) | Clint Capela (16)   | James Harden (8)   | Toyota Center             | 59 - 14 |
| 74    | 25 mars    | Atlanta            | V 118-99      | Gerald Green (25) | James Harden (10)   | James Harden (15)  | Toyota Center             | 60 - 14 |
| 75    | 27 mars    | Chicago            | V 118-86      | Eric Gordon (31)  | P. J. Tucker (8)    | Chris Paul (10)    | Toyota Center             | 61 - 14 |
| 76    | 30 mars    | Phoenix            | V 104-103     | James Harden (28) | Capela, Harden (8)  | James Harden (10)  | Toyota Center             | 62 - 14 |

| Match | Date match | Équipe        | Score     | Meilleur marqueur | Meilleur rebondeur  | Meilleur passeur  | Lieux           | Série   |
| ----- | ---------- | ------------- | --------- | ----------------- | ------------------- | ----------------- | --------------- | ------- |
| 77    | 1er avril  | @ San Antonio | D 83-100  | James Harden (25) | Clint Capela (10)   | James Harden (8)  | AT&T Center     | 62 - 15 |
| 78    | 3 avril    | Washington    | V 120-104 | James Harden (38) | Capela, Harden (10) | James Harden (9)  | Toyota Center   | 63 - 15 |
| 79    | 5 avril    | Portland      | V 96-94   | Chris Paul (27)   | Clint Capela (10)   | James Harden (7)  | Toyota Center   | 64 - 15 |
| 80    | 7 avril    | Oklahoma City | D 102-108 | James Harden (26) | P. J. Tucker (10)   | Harden, Paul (9)  | Toyota Center   | 64 - 16 |
| 81    | 10 avril   | @ L.A. Lakers | V 105-99  | Chris Paul (22)   | Clint Capela (12)   | James Harden (10) | Staples Center  | 65 - 16 |
| 82    | 11 avril   | @ Sacramento  | D 83-96   | Gerald Green (31) | Tarik Black (11)    | Joe Johnson (5)   | Golden 1 Center | 65 - 17 |

### Playoffs
| Playoffs Total: 11-6 (Domicile : 7-3 ; Extérieur : 4-3) |

| Match | Date match | Équipe      | Score     | Meilleur marqueur | Meilleur rebondeur | Meilleur passeur  | Lieux Spectateurs | Série |
| ----- | ---------- | ----------- | --------- | ----------------- | ------------------ | ----------------- | ----------------- | ----- |
| 1     | 15 avril   | Minnesota   | V 104-101 | James Harden (44) | Clint Capela (12)  | James Harden (8)  | Toyota Center     | 1 - 0 |
| 2     | 18 avril   | Minnesota   | V 102-82  | Chris Paul (27)   | Clint Capela (16)  | Chris Paul (8)    | Toyota Center     | 2 - 0 |
| 3     | 21 avril   | @ Minnesota | D 105-121 | James Harden (29) | Clint Capela (11)  | James Harden (7)  | Target Center     | 2 - 1 |
| 4     | 23 avril   | @ Minnesota | V 119-110 | James Harden (36) | Clint Capela (17)  | Chris Paul (6)    | Target Center     | 3 - 1 |
| 4     | 25 avril   | Minnesota   | V 122-104 | Clint Capela (26) | Clint Capela (15)  | James Harden (12) | Toyota Center     | 4 - 1 |

| Match | Date match | Équipe | Score     | Meilleur marqueur    | Meilleur rebondeur | Meilleur passeur  | Lieux Spectateurs       | Série |
| ----- | ---------- | ------ | --------- | -------------------- | ------------------ | ----------------- | ----------------------- | ----- |
| 1     | 29 avril   | Utah   | V 110-96  | James Harden (41)    | Clint Capela (12)  | James Harden (7)  | Toyota Center           | 1 - 0 |
| 2     | 2 mai      | Utah   | D 108-116 | James Harden (32)    | Clint Capela (11)  | James Harden (11) | Toyota Center           | 1 - 1 |
| 3     | 4 mai      | @ Utah | V 113-92  | Gordon & Harden (25) | Clint Capela (8)   | James Harden (12) | Vivint Smart Home Arena | 2 - 1 |
| 4     | 6 mai      | @ Utah | V 100-87  | Chris Paul (27)      | Clint Capela (15)  | Chris Paul (6)    | Vivint Smart Home Arena | 3 - 1 |
| 5     | 8 mai      | Utah   | V 112-102 | Chris Paul (41)      | Chris Paul (7)     | Chris Paul (10)   | Toyota Center           | 4 - 1 |

| Match | Date match | Équipe         | Score     | Meilleur marqueur    | Meilleur rebondeur   | Meilleur passeur  | Lieux Spectateurs | Série |
| ----- | ---------- | -------------- | --------- | -------------------- | -------------------- | ----------------- | ----------------- | ----- |
| 1     | 14 mai     | Golden State   | D 106-119 | James Harden (41)    | Chris Paul (11)      | James Harden (7)  | Toyota Center     | 0 - 1 |
| 2     | 16 mai     | Golden State   | V 127-105 | Gordon & Harden (27) | Capela & Harden (10) | Ariza & Paul (6)  | Toyota Center     | 1 - 1 |
| 3     | 20 mai     | @ Golden State | D 85-126  | James Harden (20)    | Chris Paul (10)      | James Harden (9)  | Oracle Arena      | 1 - 2 |
| 4     | 22 mai     | @ Golden State | V 95-92   | James Harden (30)    | P. J. Tucker (16)    | Harden & Paul (4) | Oracle Arena      | 2 - 2 |
| 5     | 24 mai     | Golden State   | V 98-94   | Eric Gordon (24)     | Clint Capela (14)    | Chris Paul (6)    | Toyota Center     | 3 - 2 |
| 6     | 26 mai     | @ Golden State | D 86-115  | James Harden (32)    | Clint Capela (16)    | James Harden (9)  | Oracle Arena      | 3 - 3 |
| 7     | 28 mai     | Golden State   | D 92-101  | James Harden (32)    | P. J. Tucker (12)    | James Harden (6)  | Toyota Center     | 3 - 4 |

### Confrontations en saison régulière
| Conférence Est      | Conférence Est                              | Conférence Est                              | Conférence Ouest                            | Conférence Ouest                            | Conférence Ouest                            | Conférence Ouest                            | Conférence Ouest                            |
| Division Atlantique | Division Atlantique                         | Division Atlantique                         | Division Nord-Ouest                         | Division Nord-Ouest                         | Division Nord-Ouest                         | Division Nord-Ouest                         | Division Nord-Ouest                         |
| Équipe              | Domicile                                    | Extérieur                                   | Équipe                                      | Domicile                                    | Domicile                                    | Extérieur                                   | Extérieur                                   |
| ------------------- | ------------------------------------------- | ------------------------------------------- | ------------------------------------------- | ------------------------------------------- | ------------------------------------------- | ------------------------------------------- | ------------------------------------------- |
| Boston              | 123-120                                     | 98-99                                       | Denver                                      | 125-95                                      | 130-104                                     | 119-114                                     |                                             |
| Brooklyn            | 117-103                                     | 123-113                                     | Minnesota                                   | 116-98                                      | 120-102                                     | 126-108                                     | 129-120                                     |
| New York            | 117-102                                     | 119-97                                      | Oklahoma City                               | 102-108                                     |                                             | 107-112                                     | 122-112                                     |
| Philadelphie        | 107-115                                     | 105-104                                     | Portland                                    | 121-112                                     | 96-94                                       | 124-117                                     | 115-111                                     |
| Toronto             | 113-129                                     | 105-108                                     | Utah                                        | 137-110                                     | 120-99                                      | 112-101                                     | 96-85                                       |
|                     | 3–2                                         | 3–2                                         |                                             | 8–1                                         | 8–1                                         | 8–1                                         | 8–1                                         |
| Division            | 6–4                                         | 6–4                                         | Division                                    | 16–2                                        | 16–2                                        | 16–2                                        | 16–2                                        |
| Division Atlantique | Division Atlantique                         | Division Atlantique                         | Division Nord-Ouest                         | Division Nord-Ouest                         | Division Nord-Ouest                         | Division Nord-Ouest                         | Division Nord-Ouest                         |
| Équipe              | Domicile                                    | Extérieur                                   | Équipe                                      | Domicile                                    | Domicile                                    | Extérieur                                   | Extérieur                                   |
| Chicago             | 118-86                                      | 116-107                                     | Golden State                                | 114-124                                     | 116-108                                     | 122-121                                     |                                             |
| Cleveland           | 117-113                                     | 120-88                                      | L.A. Clippers                               | 118-128                                     | 101-96                                      | 102-113                                     | 105-92                                      |
| Detroit             | 100-96 (OT)                                 | 101-108                                     | L.A. Lakers                                 | 116-122                                     | 148-142 (2OT)                               | 118-95                                      | 105-99                                      |
| Indiana             | 118-97                                      | 118-95                                      | Phoenix                                     | 113-102                                     | 104-103                                     | 142-116                                     | 112-95                                      |
| Milwaukee           | 115-111                                     | 110-99                                      | Sacramento                                  | 100-91                                      |                                             | 105-100                                     | 83-96                                       |
|                     | 5–0                                         | 4–1                                         |                                             | 6–3                                         | 6–3                                         | 7–2                                         | 7–2                                         |
| Division            | 9–1                                         | 9–1                                         | Division                                    | 13–5                                        | 13–5                                        | 13–5                                        | 13–5                                        |
| Division Atlantique | Division Atlantique                         | Division Atlantique                         | Division Nord-Ouest                         | Division Nord-Ouest                         | Division Nord-Ouest                         | Division Nord-Ouest                         | Division Nord-Ouest                         |
| Équipe              | Domicile                                    | Extérieur                                   | Équipe                                      | Domicile                                    | Domicile                                    | Extérieur                                   | Extérieur                                   |
| Atlanta             | 118-99                                      | 119-104                                     | Dallas                                      | 107-91                                      | 104-97                                      | 104-97                                      | 105-82                                      |
| Charlotte           | 108-96                                      | 109-93                                      |                                             |                                             |                                             |                                             |                                             |
| Miami               | 99-90                                       | 109-101                                     | Memphis                                     | 90-98                                       | 111-96                                      | 89-103                                      | 105-83                                      |
| Orlando             | 114-107                                     | 116-98                                      | La Nouvelle-Orléans                         | 130-123                                     | 114-91                                      | 113-115                                     | 107-101                                     |
| Washington          | 120-104                                     | 103-121                                     | San Antonio                                 | 124-109                                     | 109-93                                      | 102-91                                      | 83-100                                      |
|                     | 5–0                                         | 4–1                                         |                                             | 7–1                                         | 7–1                                         | 5–3                                         | 5–3                                         |
| Division            | 9–1                                         | 9–1                                         | Division                                    | 12–4                                        | 12–4                                        | 12–4                                        | 12–4                                        |
| Conférence          | 24–6 (Domicile : 13–2 ; Extérieur : 11–4)   | 24–6 (Domicile : 13–2 ; Extérieur : 11–4)   | Conférence                                  | 41–11 (Domicile : 21–5 ; Extérieur : 20–6)  | 41–11 (Domicile : 21–5 ; Extérieur : 20–6)  | 41–11 (Domicile : 21–5 ; Extérieur : 20–6)  | 41–11 (Domicile : 21–5 ; Extérieur : 20–6)  |
| Total               | 65–17 (Domicile : 34–7 ; Extérieur : 31–10) | 65–17 (Domicile : 34–7 ; Extérieur : 31–10) | 65–17 (Domicile : 34–7 ; Extérieur : 31–10) | 65–17 (Domicile : 34–7 ; Extérieur : 31–10) | 65–17 (Domicile : 34–7 ; Extérieur : 31–10) | 65–17 (Domicile : 34–7 ; Extérieur : 31–10) | 65–17 (Domicile : 34–7 ; Extérieur : 31–10) |

## Effectif
| Rockets de Houston Effectif en fin de saison régulière |    |                                             |                   |                     |
| Entraîneur : Mike D'Antoni                             |    |                                             |                   |                     |
| Ailier fort                                            | 33 | Drapeau des États-Unis                      | Ryan Anderson     | Californie          |
| Arrière, Ailier                                        | 1  | Drapeau des États-Unis                      | Trevor Ariza      | UCLA                |
| Ailier fort, Pivot                                     | 28 | Drapeau des États-Unis                      | Tarik Black       | Kansas              |
| Arrière                                                | 26 | Drapeau des États-Unis                      | Markel Brown (TW) | Oklahoma State      |
| Pivot                                                  | 15 | Drapeau de la Suisse                        | Clint Capela      | France              |
| Arrière                                                | 10 | Drapeau des États-Unis                      | Eric Gordon       | Indiana             |
| Arrière, Ailier                                        | 14 | Drapeau des États-Unis                      | Gerald Green      | Gulf Shores Academy |
| Arrière                                                | 13 | Drapeau des États-Unis                      | James Harden      | Arizona State       |
| Pivot                                                  | 42 | Drapeau du Brésil                           | Nenê              | Brésil              |
| Arrière                                                | 2  | Drapeau des États-Unis                      | R. J. Hunter (TW) | Georgia State       |
| Meneur                                                 | 5  | Drapeau des États-Unis                      | Aaron Jackson     | Duquesne            |
| Arrière, Ailier                                        | 7  | Drapeau des États-Unis                      | Joe Johnson       | Arkansas            |
| Ailier, Ailier fort                                    | 12 | Drapeau du Cameroun                         | Luc Mbah a Moute  | UCLA                |
| Pivot                                                  | 21 | Drapeau des États-Unis                      | Chinanu Onuaku    | Louisville          |
| Meneur                                                 | 3  | Drapeau des États-Unis                      | Chris Paul        | Wake Forest         |
| Pivot                                                  | 9  | Drapeau de la République populaire de Chine | Zhou Qi           | Chine               |
| Ailier, Ailier fort                                    | 4  | Drapeau des États-Unis                      | P. J. Tucker      | Texas               |
| (C) - Capitaine, (TW) - Two-way contract, - Blessé     |    |                                             |                   |                     |

## Transactions

### Échanges
| 22 juin 2017  | A Rockets de HoustonSecond tour de draft 2018 | A Grizzlies de MemphisDroits sur Dillon Brooks (#45) |
| 28 juin 2017  | A Rockets de HoustonRyan Kelly                | A Hawks d'AtlantaCompensation financière |
| 28 juin 2017  | A Rockets de HoustonDeAndre Liggins           | A Mavericks de DallasCompensation financière |
| 28 juin 2017  | A Rockets de HoustonDarrun Hilliard           | A Pistons de DétroitCompensation financière |
| 28 juin 2017, | A Rockets de HoustonShawn Long                | A 76ers de PhiladelphieSecond tour de draft 2018 Compensation financière |
| 28 juin 2017  | A Rockets de HoustonTim Quarterman            | A Trail Blazers de PortlandCompensation financière |
| 28 juin 2017  | A Rockets de HoustonChris Paul                | A Los Angeles ClippersPatrick Beverley Sam Dekker Montrezl Harrell Darrun Hilliard DeAndre Liggins Louis Williams Kyle Wiltjer Premier tour de draft 2018 (top 3 protégé) Compensation financière |
| 29 juin 2017  | A Rockets de HoustonJarrod Uthoff             | A Mavericks de DallasCompensation financière |

### Joueurs qui Re-Signent
| Date       | Joueur        | Contrat                                                                          |
| ---------- | ------------- | -------------------------------------------------------------------------------- |
| 06/07/2017 | Nenê          | Contrat de 15 000 000 $ sur 4 ans.                                               |
| 08/07/2017 | James Harden  | Extension de contrat de 169 000 000 $ sur 4 ans à partir de la saison 2019-2020. |
| 25/07/2017 | Troy Williams | Contrat de 4 800 000 $ sur 3 ans.                                                |
| 25/09/2017 | Bobby Brown   | Contrat de 1 500 000 $ sur 1 an.                                                 |

### Arrivés
| Date       | Joueur           | Contrat                           | Provenance                              |
| ---------- | ---------------- | --------------------------------- | --------------------------------------- |
| 06/07/2017 | P. J. Tucker     | Contrat de 32 000 000 $ sur 4 ans | Raptors de Toronto                      |
| 06/07/2017 | Zhou Qi          | Contrat de 5 500 000 $ sur 4 ans  | Xinjiang Flying Tigers                  |
| 08/07/2017 | Cameron Oliver   | Contrat de 2 190 000 $ sur 2 ans  | Wolf Pack du Nevada                     |
| 17/07/2017 | Tarik Black      | Contrat de 3 200 000 $ sur 1 an   | Lakers de Los Angeles                   |
| 19/07/2017 | Luc Mbah a Moute | Contrat de 2 100 000 $ sur 1 an   | Clippers de Los Angeles                 |
| 24/10/2017 | Isaiah Canaan    | Contrat de 1 510 000 $ sur 1 an   | Thunder d'Oklahoma City                 |
| 28/12/2017 | Gerald Green     | Contrat de 1 380 000 $ sur 1 an   | Bucks de Milwaukee                      |
| 09/02/2018 | Bobby Brown      | Contrat de 533,937 $ sur 1 an     |                                         |
| 12/02/2018 | Brandan Wright   | Contrat de 706,000 $ sur 1 an     | Grizzlies de Memphis                    |
| 14/02/2018 | Joe Johnson      | Contrat de 749,000 $ sur 1 an     | Kings de Sacramento                     |
| 30/03/2018 | Tim Quarterman   | Contrat de 1 640 000 $ sur 2 ans  | Clippers d'Agua Caliente (NBA G League) |
| 11/04/2018 | Aaron Jackson    | Contrat de 4,608 $ sur 1 an       | Beijing Ducks                           |

#### Two-way contract
| Date       | Joueur            | Provenance                                 |
| ---------- | ----------------- | ------------------------------------------ |
| 21/08/2017 | Demetrius Jackson | Celtics de Boston                          |
| 24/10/2017 | Briante Weber     | Hornets de Charlotte                       |
| 15/01/2018 | R. J. Hunter      | Vipers de Rio Grande Valley (NBA G League) |
| 16/01/2018 | Markel Brown      | Blue d'Oklahoma City (NBA G League)        |

#### Contrat de 10 jours
| Date       | Joueur            | Provenance         |
| ---------- | ----------------- | ------------------ |
| 06/01/2018 | Demetrius Jackson | Rockets de Houston |
| 24/03/2018 | Le'Bryan Nash     | Busan KT Sonicboom |

### Départs
| Date       | Joueur            | Raison départ | Nouvelle équipe ¹                       |
| ---------- | ----------------- | ------------- | --------------------------------------- |
| 07/07/2017 | Ryan Kelly        | Coupé         | CDB Séville                             |
| 30/07/2017 | Jarrod Uthoff     | Coupé         | Pacers de l'Indiana                     |
| 28/10/2017 | Isaiah Canaan     | Coupé         | Suns de Northern Arizona (NBA G League) |
| 05/01/2018 | Bobby Brown       | Coupé         | Rockets de Houston                      |
| 06/01/2018 | Demetrius Jackson | Coupé         | Rockets de Houston                      |
| 15/01/2018 | Briante Weber     | Coupé         | Skyforce de Sioux Falls (NBA G League)  |
| 12/02/2018 | Bobby Brown       | Coupé         | Olympiakós                              |
| 14/02/2018 | Troy Williams     | Coupé         | Knicks de New York                      |
| 24/03/2018 | Brandan Wright    | Coupé         |                                         |
| 11/04/2018 | Tim Quarterman    | Coupé         |                                         |

¹ Il s'agit de l’équipe pour laquelle le joueur a signé après son départ, il a pu entre-temps changer d'équipe ou encore de pays.

#### Non retenu après les camps entraînements
| Date       | Joueur          | Nouvelle équipe                            |
| ---------- | --------------- | ------------------------------------------ |
| 26/09/2017 | Shawn Long      | 87ers du Delaware (NBA G League)           |
| 13/10/2017 | Chris Johnson   | BCM Gravelines                             |
| 13/10/2017 | Tim Quarterman  |                                            |
| 13/10/2017 | Isaiah Taylor   | Hawks d'Atlanta                            |
| 13/10/2017 | George de Paula | Vipers de Rio Grande Valley (NBA G League) |
| 14/10/2017 | Danuel House    | Vipers de Rio Grande Valley (NBA G League) |
| 14/10/2017 | Cameron Oliver  | Herd du Wisconsin (NBA G League)           |

### Joueurs "agents libres" à la fin de la saison
| Joueur           | Fin de saison         |
| ---------------- | --------------------- |
| Trevor Ariza     | Agent libre           |
| Tarik Black      | Agent libre           |
| Clint Capela     | Agent libre restreint |
| Gerald Green     | Agent libre           |
| Joe Johnson      | Agent libre           |
| Luc Mbah a Moute | Agent libre           |
| Chris Paul       | Agent libre           |

## Récompenses
| Date               | Joueur        | Récompense                                     |
| ------------------ | ------------- | ---------------------------------------------- |
| 23 octobre         | James Harden  | Joueur de la semaine dans la conférence Ouest. |
| 6 novembre         | James Harden  | Joueur de la semaine dans la conférence Ouest. |
| Octobre / Novembre | James Harden  | Joueur du mois dans la conférence Ouest.       |
| 4 décembre         | James Harden  | Joueur de la semaine dans la conférence Ouest. |
| 18 décembre        | Chris Paul    | Joueur de la semaine dans la conférence Ouest. |
| 5 février          | James Harden  | Joueur de la semaine dans la conférence Ouest. |
| 12 février         | James Harden  | Joueur de la semaine dans la conférence Ouest. |
| 18 février         | James Harden  | ☆ All-Star 2018 ☆                              |
| Février            | Mike D'Antoni | Entraîneur du mois dans la conférence Ouest.   |
| 24 mai             | James Harden  | All-NBA First Team.                            |